# Селище відділення № 3 радгоспу «Степной»
Селище відділення № 3 радгоспу «Степной» (рос. отделения № 3 совхоза «Степной») — селище у Биковському районі Волгоградської області Російської Федерації.
Населення становить 141 особу. Входить до складу муніципального утворення Солдатсько-Степновське сільське поселення.

## Історія
Селище розташоване у межах українського історичного та культурного регіону Жовтий Клин.
Згідно із законом від 21 лютого 2005 року № 1010-ОД органом місцевого самоврядування є Солдатсько-Степновське сільське поселення.

## Населення
| 2010 |
| ---- |
| 141  |